# جورج واشنطن لان
جورج واشنطن لان (بالإنجليزية: George Washington Lane)‏ هو قاضي ومحامي وسياسي أمريكي، ولد في 1806 في مقاطعة تشيروكي في الولايات المتحدة، وتوفي في 12 نوفمبر 1863 في لويفيل في الولايات المتحدة. انتخب عضو مجلس نواب ألاباما.